# Grafiska Företagens Förbund
Grafiska Företagen är en bransch- och arbetsgivarorganisation inom Svenskt Näringsliv för grafiska branschen och förpackningsindustrin samt andra närliggande verksamhetsområden i Sverige. Grafiska Företagen är en medlemsorganisation med ca 430 medlemsföretag över hela Sverige.

## Verksamhet
- Grafiska Företagen stöttar och hjälper sina medlemmar när det gäller lagar och regelverk för arbetsgivare.[1]
- Grafiska Företagen marknadsför den grafiska branschen.
- Grafiska Företagen arbetar med kompetensförsörjning inom den grafiska branschen genom att anordna egna utbildningar och föra dialog med andra utbildningsinstanser som tillhandahåller grafisk utbildning.[2]
- Grafiska Företagen bevakar branschens utveckling nationellt och internationellt.[3]

### Avtal
Som arbetsgivarförbund tecknar Grafiska Företagen för medlemsföretagen bindande kollektivavtal med de fackförbund som organiserar personalen i branschen. Det är GS Facket för skogs-, trä- och grafisk bransch inom LO samt tjänstemannaförbunden Unionen, Ledarna och Sveriges Ingenjörer.

### Projekt
Grafiska Företagen driver kampanjen Print Power som lyfter fram det tryckta mediets roll i en allt mer digitaliserad värld.
Print Powers webbplats innehåller fakta och information om det tryckta mediet. Där finns ett urval ur aktuell forskning, ur aktuella undersökningar och ur artiklar som handlar om tryckets roll i det moderna kommunikationssamhället. Print Power är ett projekt som Undersöker prints roll i ett uppkopplat samhälle. "

## Branschföreningar
Inom Grafiska Företagenfinns ett antal olika branschföreningar som bevakar olika delbranschers intressen.
- Sveriges Grafiska Medieförening (SGM)
- SGM-Etikettgruppen
- Svenska Bokbinderiföreningen
- Svenska Kartongförpackningsföreningen
- Svenska Stämpelfabrikantföreningen
- Svenska Wellpappföreningen
- Futura
- Fespa Sweden